# Mimonneticus guianae
Mimonneticus guianae là một loài bọ cánh cứng trong họ Cerambycidae.